# 南德川站
南德川站（韓語：남덕천역）是朝鮮民主主義人民共和國平安南道德川市的一個鐵路車站，属于平德线和德南线。

## 邻近车站
平德线
济南站 - 南德川站 - 德川站
德南线
南德川站 - 德南站